# 태풍 스팟 (2007년)
태풍 스팟 (SEPAT) 은 2007년 8월 12일부터 8월 20일까지 활동했고 최저기압 910 hPa를 기록했던 2007년의 제8호 태풍이다. 대만과 중국에 영향을 주었다.

## 개요
태풍 스팟은 8월 10일 오전 3시, 괌 섬 북서쪽 약 2,100 km 부근 해상에서 발생했다. 발생한 지 채 24시간도 지나지 않은 같은 날 오후 9시에 강도 "중"의 태풍으로 발달했고, 8월 11일 오전 9시에 강도 "강"의 태풍으로 발달했다. 이후 8월 16일에는 강도 "매우 강"의 태풍으로 발달했다. 중심 기압 906 hPa, 최대 풍속 72m/s를 기록함으로써, 2007년 발생한 태풍 중 가장 강한 태풍으로 기록되었다. 발생 후 계속 시속 10~13km의 속도로 북서쪽으로 이동하다가, 서쪽으로 진행 방향을 튼 뒤, 9월 7일 새벽에 대만섬에 상륙했고, 계속 북서진하여 9월 8일에 중국 상하이시 서쪽 내륙 지역에서 소멸되었다. "스팟"은 말레이시아에서 제출한 이름으로 물고기의 한 종류이다.

## 피해
이 태풍이 직접 상륙했던 대만섬에서는 4명의 사망자와 5,000명의 이재민을 발생시켰고, 뒤이어 상륙했던 중국 푸젠성과 저장성에서는 30명이 사망하거나 실종되고, 120여 명이 부상을 입는 등 총 22억 위안의 재산피해가 발생했다.

## 같이 보기
- 2007년 태풍